# Otaihanga
La ville d’Otaihanga  est une localité située du District de Kapiti Coast située dans le sud de l’île du Nord de la Nouvelle-Zélande.

## Situation
Elle est localisée juste au nord de la ville de Paraparaumu, sur la rive sud de la rivière Waikanae et est grossièrement à 55 km au nord de la capitale de la Nouvelle-Zélande, qui est la cité de Wellington.

## Toponymie
Son nom signifie en langue Maori  "la place formée par la marée".

## Attractions

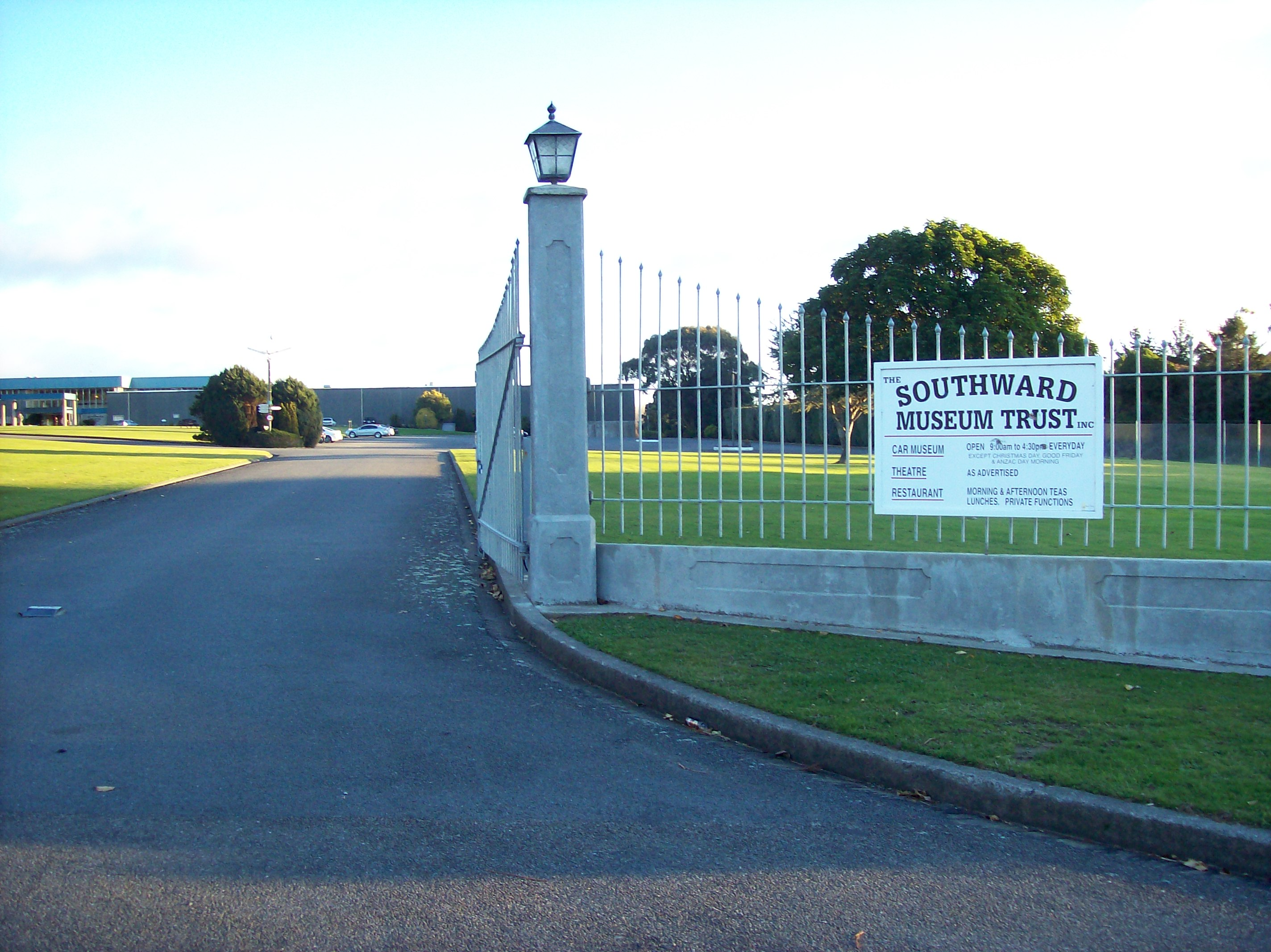
L’entrée sud du Musée des voitures à partir d’Otaihanga Road

Localisé dans Otaihanga, l’une des attractions touristiques les plus significatives de la « Côte de Kapiti », se trouve le musée automobile du sud (en) d’ Otaihanga Road situé entre la ligne de chemin de fer de la ligne principale de l’île du Nord (en) à l’ouest et la State Highway 1/S H 1 à l’est.
C’est l’une des plus importantes collections de voitures de l’Hémisphère Sud et qui contient d’autres attractions telles que des avions historiques et un grand théâtre.

## Économie
L’agriculture avait une large place dans le secteur, mais a maintenant cessé et est remplacée par le développement commercial du secteur.
Otaihanga est devenu essentiellement une zone résidentielle et quelques installations commerciales de petite taille y fonctionnent.
La principale décharge de la côte de Kapiti, est aussi située à Otaihanga.

## Éducation
Il n’y a pas d’institution éducative au niveau d’Otaihanga, mais il y a des écoles primaires et secondaires, et en particulier lecollège de Paraparaumu (en) qui est à quelques minutes au-delà dans la banlieue voisine de Paraparaumu.
Une des écoles primaires, nommée : « Kenakena School », a été mise en service pour améliorer l’environnement d’Otaihanga au niveau de « Greendale Reserve ».

## Environnement

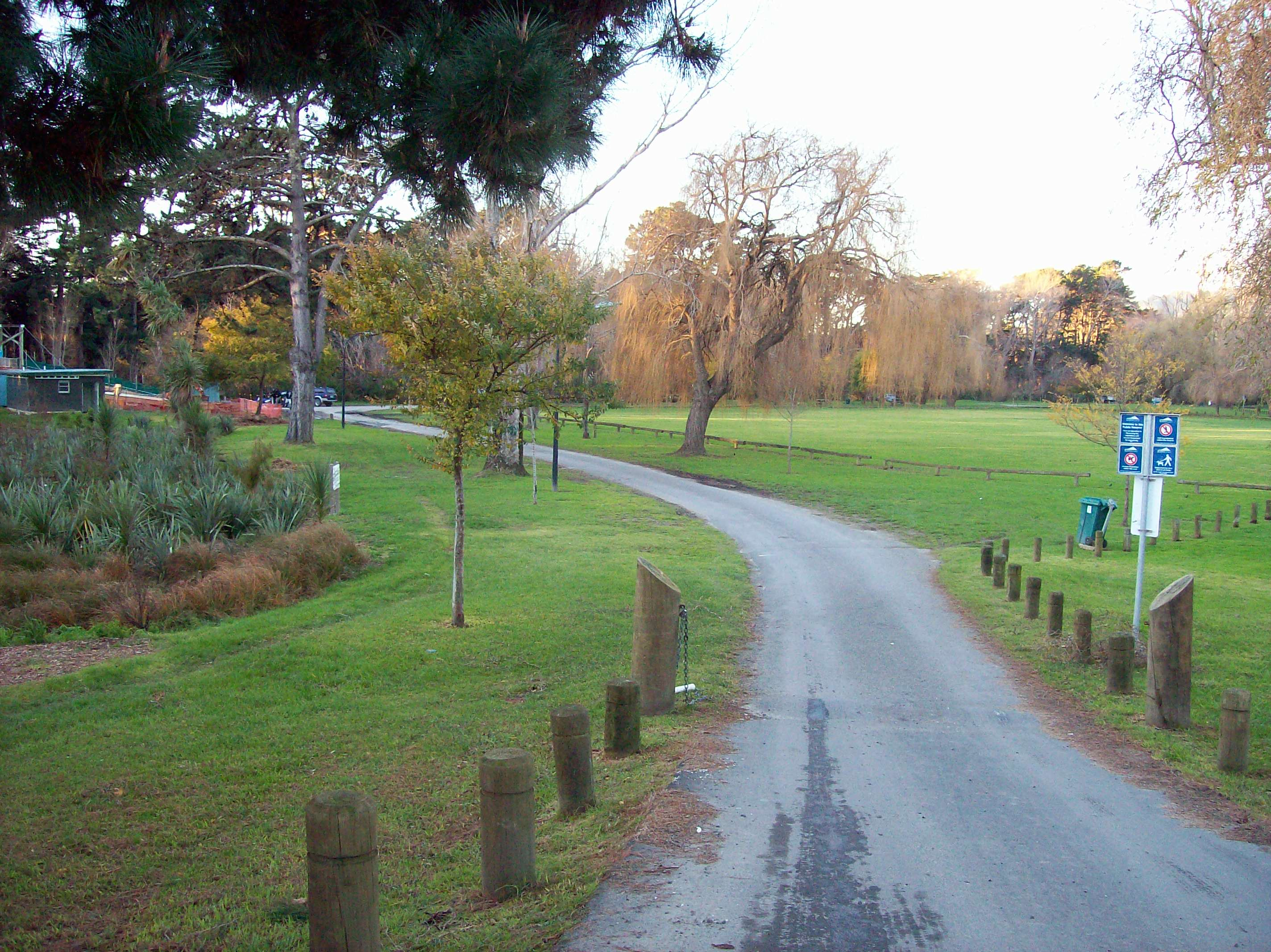
L’entrée par la route Makora Road à partir de « Otaihanga Domain »

Comme la ville d’Otaihanga est située sur la berge de la rivière Waikanae, elle est susceptible d’être inondée durant les tempêtes et les périodes de fortes pluies.
Des inondations sérieuses lors des premières semaines de janvier 2005 ont endommagé 18 maisons et nécessité l’évacuation par bateau vers des niveaux supérieurs de nombreux résidents.
Après les inondations, la construction de 3 maisons fut priorisée et des options à long terme telles que le rehaussement des digues sur les berges et l’extraction de graviers du lit de la rivière furent envisagés.
Le principal espace vert d’Otaihanga est le « domaine d’Otaihanga » situé sur les rives de la rivière Waikanae.
Il est utilisé pour les activités de loisirs mais ne comporte pas d’installation sportive active.
Il y a un aménagement pour les familles et un pont piétonnier s’étendant au-dessus de la rivière Waikanae.
Un autre espace vert, nommé « Greendale Reserve », avait autrefois deux manèges pour chevaux, mais a été l’objet d’efforts de volontaires pour revitaliser son environnement et y restaurer les plantes natives.
Ces efforts ont débuté en 1997 et ont impliqué des élèves de l’école de Kenakena School.
En 2006, le travail des volontaires a été honoré par le Prix de la du ‘Conservation Week Merit’ (en), et leur école a reçu le prix des « jeunes partisans de la protection de la nature » pour l’année 2006.

## Transport

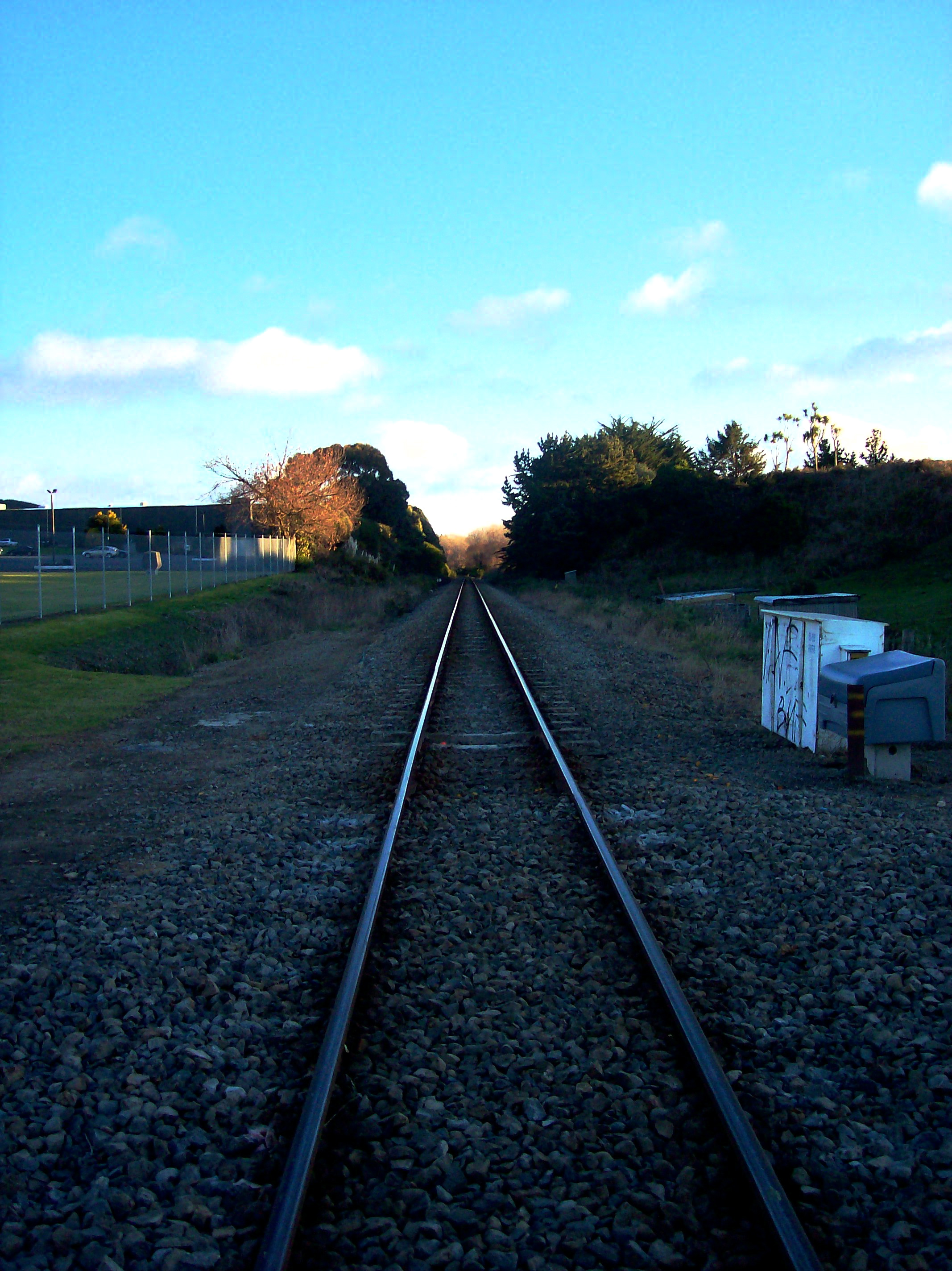
Le North Island Main Trunk Railway, en regardant vers le sud à partir du croisement de la route d’Otaihanga Road. Sur la droite se trouve l’ancien arrêt. Sur la gauche, le « Southward Car Museum »

La State Highway 1/S H 1 passe à travers la partie est de la ville d’Otaihanga.
L’intersection de la route nationale et de la route d’Otaihanga Road est le siège d’un trafic notoire avec un important point noir (en) et en août 2006, Transit New Zealand (en) a abaissé la limite de vitesse sur ce secteur de la route nationale de 100 m/h à 80 km/h en espérant réduire le nombre des accidents.
Un rond-point fut installé en 2013, mais le projet de construction du rond point a été critiqué.
Otaihanga est sur le trajet de la ligne de chemin de fer du ligne principale de l’Île du nord (en), sur une section construite par la compagnie Wellington and Manawatu Railway (en).
Les deux extrémités de la ligne se sont rencontrées au niveau de la localité d'Otaihanga et la dernière pointe mise en place fut marquée par une cérémonie publique avec la présence du Gouverneur-Général de la Nouvelle-Zélande William Jervois.
La ligne de chemin de fer fut ouverte le 3 novembre 1886 et passa dans la propriété du département des chemins de fer de la Nouvelle-Zélande (en), le 8 décembre 1908.
Il y avait un arrêt pour les passagers à la gare d’Otaihanga (en) jusqu’en 1902.
Le service de banlieue de la ligne de Kapiti (en) s’arrête à la station de Paraparaumu (en) mais le terminus est situé au niveau de la gare de Waikanae (en).